# Festival da Canção 1978
Das 15. Festival da Canção (portugiesisch Festival RTP da Canção 1978) fand am 18. Februar 1978 im Teatro Villaret in Lissabon statt. Es diente als portugiesischer Vorentscheid für den Eurovision Song Contest 1978.
Moderatoren der Sendung waren Eládio Clímaco und Maria José Azevedo.
Als Sieger ging die Gruppe Gemini mit dem Titel Dai li dou hervor. Beim Eurovision Song Contest in Paris erhielt sie 5 Punkte und belegte am Ende den 17. Platz.

## Teilnehmer
| Startnr. | Interpret | Lied                      | Musik und Text                                       | Rang | Punkte |
| -------- | --------- | ------------------------- | ---------------------------------------------------- | ---- | ------ |
| 1        | José Cid  | O meu piano               | M/T: José Cid                                        | 2.   | 42     |
| 2        | Gemini    | O circo e a cidade        | M: João Henrique, T: Fernando Guerra                 | 3.   | 36     |
| 3        | Tonicha   | Pela vida fora            | M: Carlos F. Santos, T: João Henrique                | 9.   | 25     |
| 4        | José Cid  | Porquê, meu amor porquê?  | M: Victor Mamede, T: Maria de Lurdes Pinto           | 6.   | 31     |
| 5        | Gemini    | Tudo vale a pena          | M: Carlos Canelhas, T: Maria Amália Ortiz da Fonseca | 11.  | 23     |
| 6        | Tonicha   | Um dia, uma flor          | M: Fernando Calvário, T: José Pinto Sottomayor       | 8.   | 28     |
| 7        | José Cid  | O largo do coreto         | M: Manuel José Soares, T: Mário Contumélias          | 7.   | 30     |
| 8        | Gemini    | Ano novo vida nova        | M: Nuno Rodrigues, T: António Pinho                  | 10.  | 24     |
| 9        | Tonicha   | Canção da amizade         | M: Carlos Mendes, T: Joaquim Pessoa                  | 4.   | 34     |
| 10       | José Cid  | Aqui fica uma canção      | M: João Henrique, T: Fernando Guerra                 | 5.   | 33     |
| 11       | Gemini    | Dai-li, dai-li dou        | M: Victor Mamede, T: Carlos Quintas                  | 1.   | 46     |
| 12       | Tonicha   | Quem te quer bem, meu bem | M: Nuno Rodrigues, T: António Pinho                  | 12.  | 21     |